# 園田学園女子大学短期大学部
園田学園女子大学短期大学部（そのだがくえんじょしだいがくたんきだいがくぶ、英語: Sonoda Women’s College）は、兵庫県尼崎市南塚口町7丁目29-1に本部を置く日本の私立大学。1938年創立、1963年大学設置。大学の略称は園短。

## 概観

### 大学全体
- 兵庫県尼崎市に所在する日本の私立短期大学で、設置主体は学校法人園田学園[1]。
- 1963年に園田学園女子短期大学として設置された[注 2]。当初は家政科のみだったが、1968年度より3学科体制で以後、最多で3学科（1学科3専攻と1学科2専攻、1学科）を擁し、かつては園田学園女子大学よりも大規模だった時期もあったが、現在は2学科となり逆転されている。園田学園女子大学に先駆けて開設された。
- 2024年度の入学生を最後に[注釈 1]、短期大学としての使命を終えることが決定した。2025年4月1日に大学は共学化され園田学園大学に改称されたが、短期大学部は「園田学園女子大学短期大学部」の名称のままとされた[6]。

### 教育および研究
- 園田学園女子大学短期大学部には生活文化学科がある。
- 保育者を養成する幼児教育学科もある。

### 学風および特色
- 園田学園女子大学短期大学部は、併設大学の学部にあるものと同類・類似したの学科が設置されているため、短大卒業後その大学に編入学する学生も目立つ。
- オーストラリアやニュージーランドでの海外研修が行われている。
- 国際食文化コース学生による「カフェビジネス体験」がある。学外者も学生の作った製菓を賞味できる。

## 沿革
- 1937年
  - 財団法人園田教育振興会を設立[7]。
- 1951年
  - 3月1日 学校法人園田学園を設立[8]。
- 1963年
  - 1月21日 左記を以て文部省[注 3]より短期大学の設置が認可される[9]。
  - 4月1日 園田学園女子短期大学（そのだがくえんじょしたんきだいがく）として以下の学科体制にて開学する[10]。
    - 家政科 入学定員120名[11]

  - 5月1日 学生数[12]/定員
    - 家政科 80[注釈 2]/120
- 1968年
  - 4月1日 以下の学科を増設[注 4]。これにより前年の1学科[注釈 3]から3学科体制に増幅する。
    - 文科 
      - 国語専攻[注釈 4]
      - 英語専攻[注釈 4]

    - 幼児教育科[注釈 4]

  - 同 家政科を以下の通り専攻分離する[14]。なお、家政科全体の入学定員は前年の据え置き[注釈 3]。
    - 家政専攻 入学定員40名
    - 食物栄養専攻 入学定員80名

  - 5月1日 学生数[18]/定員
    - 家政科 327[注釈 2]/240
    - 幼児教育科 70[注釈 2]/50
    - 文科 74[注釈 2]/100
- 1974年
  - 4月1日 文科の各専攻名を以下の通り変更する[19]。
    - 国語専攻→国文専攻
    - 英語専攻→英文専攻
- 1975年
  - 4月1日 幼児教育科の入学定員を50[20]→100[21]に増員[22]。
  - 5月1日 学生数[23]/定員
    - 家政科 311[注釈 2]/240
    - 幼児教育科 306[注釈 2]/150
    - 文科 418[注釈 2]/200
- 1986年
  - 4月1日 入学定員増を以下の通り行う[注 5]。
    - 文科
      - 国文専攻 50[注釈 5]→100[注釈 6]
      - 英文専攻 50[注釈 5]→100[注釈 6]

    - 家政科
      - 食物栄養専攻 80→160[注釈 6]

  - 5月1日 学生数[28]/定員
    - 家政科 519[注釈 2]/320
    - 幼児教育科 398[注釈 2]/250
    - 文科 491[注釈 2]/300
- 1987年
  - 4月1日 幼児教育科の入学定員を100[注釈 6]→150[29]に増員[注 6]。
  - 5月1日 学生数[32]/定員
    - 家政科 523[注釈 2]/440
    - 幼児教育科 369[注釈 2]/250
    - 文科 515[注釈 2]/400
- 1991年
  - 4月1日 家政科家政専攻の入学定員を40[33]→80[34]に増員[注 7]。
  - 5月1日 学生数[37]/定員
    - 家政科 532[注釈 2]/440
    - 幼児教育科 517[注釈 2]/400
    - 文科 362[注釈 2]/400
- 1992年
  - 5月1日 学生数[注 8]/定員
    - 家政科 558[注釈 2]/480
    - 幼児教育科 366[注釈 2]/300
    - 文科 514[注釈 2]/400
- 1993年
  - 4月1日 学科及び専攻名称を以下の通り変更する[40]。
    - 家政科→生活文化学科
      - 家政専攻→生活文化専攻

    - 幼児教育科→幼児教育学科

  - 同 生活文化学科に以下の専攻課程を新設する[40]。
    - 国際食文化専攻[注 9] 入学定員80名[注釈 7]　

  - 同 生活文化学科の食物栄養専攻について、入学定員を160[43]→80に減員[40]。
  - 5月1日 学生数[44]/定員
    - 生活文化学科 285[注釈 2]/240
      - 家政科 276[注釈 2]/240

    - 幼児教育学科 190[注釈 2]/150
      - 幼児教育科 187[注釈 2]/150

    - 文科 521[注釈 2]/400
- 1994年
  - 4月1日 園田学園女子大学短期大学部と改称し、以下の学科の改組する[45]。
    - 文科→国際文化学科
      - 国文専攻 入学定員100名[注釈 7]→日本文化専攻 入学定員100名[注釈 8]
      - 英文専攻 入学定員100名[注釈 7]→英語文化専攻 入学定員100名[注釈 8]

  - 5月1日 学生数[47]/定員
    - 生活文化学科 569[注釈 2]/480
    - 幼児教育学科 379[注釈 2]/300
    - 国際文化学科 237[注釈 2]/200
      - 文科 262[注釈 2]/200
- 1997年
  - 3月31日  左記をもって旧来の文科が正式に廃止となる[48]。
- 1999年
  - 4月1日 以下の学科及び専攻についてこの年度で学生募集を最終とする[注 10]。
    - 国際文化学科
      - 日本文化専攻
      - 英語文化専攻

  - 5月1日 学生数[50]/定員
    - 生活文化学科 407[注釈 2]/480
    - 幼児教育学科 386[注釈 2]/300
    - 国際文化学科 174[注釈 2]/400
- 2000年
  - 4月1日 生活文化学科の専攻課程について以下の通り減入学定員減とする[49]。
    - 生活文化専攻 80→70
    - 国際食文化専攻 80→60
- 2001年
  - 4月1日 生活文化学科の食物栄養専攻学生募集を最後とする[注 11]。
  - 7月30日 左記をもって以下の学科が正式に廃止となる[51]。
    - 国際文化学科
      - 日本文化専攻
      - 英語文化専攻
- 2002年
  - 4月1日 生活文化学科の各専攻毎の学生募集を最後とする[注 12]
- 2004年
  - 3月31日 生活文化学科の以下専攻を正式に廃止とする[53]。
    - 生活文化専攻
    - 食物栄養専攻
- 2006年
  - 4月1日 以下の学科について入学定員変更する[54]。
    - 生活文化学科 130→90
    - 幼児教育学科 80→120

  - 同 園田学園女子大学短期大学部附属学が丘幼稚園を園田学園女子大学附属学が丘幼稚園に改称。
- 2010年
  - 4月1日 生活文化学科のコースを以下の通り名称変更する[55]。
    - 生活福祉コース→健康生活コースに
    - 情報メディアコース→情報デザインコース
- 2016年
  - 4月1日 生活文化学科の各コースを以下の通りに変更[56]。
    - 国際食文化コース→製菓クリエイトコース
    - 健康生活コース、情報デザインコース→生活キャリアコースに統合
- 2020年
  - 4月1日 以下の学科について入学定員減とする[57]。
    - 生活文化学科 90→50
    - 幼児教育学科 120→95
- 2024年
  - 4月1日 最後の学生募集となる[注釈 1]

## 基礎データ

### 所在地
- 兵庫県尼崎市南塚口町7丁目29-1

### 交通アクセス
- 阪急神戸本線塚口駅より徒歩10分、または阪神バス尼崎市内線14番で「園田学園女子大学」バス停留所下車。
- JR神戸線立花駅より阪神バス尼崎市内線14番で7分「園田学園女子大学」停留所下車。
- 阪神本線尼崎駅より阪神バス尼崎市内線・尼崎交通事業振興13番・13-2番で11分「南塚口町７丁目」停留所下車。

### 象徴
- 園田学園女子大学短期大学部のカレッジマークは四大と同様、松をイメージしている[58]。

## 教育および研究

### 組織

#### 学科
- 生活文化学科：現在は、｢製菓クリエイト｣・｢生活キャリア｣の各コースからなっているが、かつては以下の専攻課程が設けられていた。
  - 生活文化専攻 入学定員70名[注釈 9]
  - 食物栄養専攻 入学定員80名[注 13]
  - 国際食文化専攻 入学定員60名[注釈 9]
- 幼児教育学科

##### 過去にあった学科
- 国際文化学科
  - 日本文化専攻[注釈 10]
  - 英語文化専攻[注釈 10]

#### 専攻科
- なし

#### 別科
- なし

##### 取得資格について
資格
- 保育士資格が幼児教育学科にて取得できるようになっている。
- 栄養士資格がかつての生活文化学科食物栄養専攻にて設置されていた[62]。

受験資格
- 製菓衛生師：生活文化学科国際食文化コースに所属することで可能となっている[注 14]。

教職課程
- 幼稚園教諭二種免許状が幼児教育学科にて設置されている。
- かつては中学校教諭二種免許状の課程も設けられていた。
  - 家庭：かつての生活文化学科生活文化専攻にて設置されていた[62]。
  - 国語：かつての国際文化学科日本文化専攻にて設置されていた[63]。
  - 英語：かつての国際文化学科英語文化専攻にて設置されていた[63]。

#### 附属機関
- 図書館[64]

### 研究
- 園田学園女子短期大学英語・英米文学研究会/編『澪標 みおつくし 英文専攻科英語・英米文学研究会誌』[65]。
- 園田学園女子短期大学国文学会/編『園田国文』[66]
- 園田学園女子短期大学国文学会『文芸手帳』[67]

## 学生生活

### 部活動・クラブ活動・サークル活動
- 園田学園女子大学短期大学部では大学と合同で様々なクラブが活動中である。

### 学園祭
- 園田学園女子大学短期大学部の学園祭は「けやき祭」と呼ばれ、大学と合同で行われる。

## 大学関係者と組織

### 大学関係者一覧

#### 大学関係者
- 浜口尚：生活文化学科准教授。

## 施設

### キャンパス
- 短期大学独自のキャンパスはなく、全て大学と共同使用されている。

### 寮
- 園田学園女子大学短期大学部には、大学と同様「春帆（しゅんぱん）寮」と呼ばれる寮がある。

## 対外関係

### 他大学との協定

#### オーストラリア
- クイーンズランド工科大学

#### ニュージーランド
- カンタベリー大学教育学部

#### フィジー
- 南太平洋大学

## 社会との関わり
- 「姫路菓子博」に参加している。

## 卒業後の進路について

### 編入学・進学実績
- 園田学園女子大学への編入学制度がある。

## 系列校
- 園田学園大学
- 園田学園中学校・高等学校
- 園田学園女子大学短期大学部附属学が丘幼稚園（現・園田学園大学附属学が丘幼稚園）
- 園田学園大学附属園田学園幼稚園